# 1920년 바르샤바 전투
1920년 바르샤바 전투(1920 Bitwa Warszawska, 1920 Battle of Warsaw)는 폴란드에서 제작된 예르지 호프만 감독의 2011년 전쟁 영화이다. 보리스 스직 등이 주연으로 출연하였다.

## 출연

### 주연
- 보리스 스직
- 나타샤 우벤스카
- 다니엘 올브리츠키

### 조연
- 애덤 페렌시
- 예지 본챠크
- 보거슬라브 린다
- 올가 카보